# Covers (Beni)
Covers è il primo album di cover della cantante giapponese Beni, pubblicato il 21 marzo 2012.
L'album contieen cover di popolari brani di cantanti giapponesi, ma ricantati in lingua inglese su testi della stessa Beni. La tredicesima traccia dell'album è stata scelta dai fan attraverso un'apposita pagina web. Il brano scelto è stato Ima no Kimi wo Wasurenai di Naoto Inti Raymi.

## Tracce
1. Ti Amo (BENI & Seiji Motoyama) (originale: EXILE)
2. LA・LA・LA LOVE SONG (originale: Toshinobu Kubota)
3. Hitomi wo Tojite (瞳をとじて) (originale: Hirai Ken)
4. Kanade (奏 (かなで) (originale: Sukima)
5. One more time, One more chance (originale: Yamazaki Masayoshi)
6. Robinson (ロビンソン) (originale: Masamune Kusano)
7. SUDDENLY ~Love Story wa Totsuzen ni~ (SUDDENLY ~ラブ・ストーリーは突然に~) (originale: Kazumasa Oda)
8. Mou Koi Nante Shinai (もう恋なんてしない) (originale: Noriyuki Makihara)
9. Sakurazaka (桜坂) (originale: Masaharu Fukuyama)
10. Koko ni Shika Sakanai Hana (ここにしか咲かない花) (originale: Kobukuro)
11. Ima no Kimi wo Wasurenai {今のキミを忘れない) (originale: Naoto Inti Raymi)
12. Itoshi no Elie (いとしのエリー) (originale: Southern All Stars)
13. TRUE LOVE (originale: Fumiya Fujii)